# ファシズム・自由運動
ファシズム・自由運動（ファシズム・じゆううんどう、Movimento Fascismo e Libertà、"MFL"）は、イタリアの政党。

## 概要
1991年にイタリア上院議員のジョルジオ・ピサーノによって創立された。
イタリアにおいては唯一ファシズムを名前に持つ政党である。現在の指導者はカルロ・ガリーリオ。